# Melchior Mitte de Chevrières
Melchior Mitte de Chevrières, né en 1586 et mort en 1649 est un seigneur, et portant les titres de marquis de Saint-Chamond et de Montpezat, comte de Miolans, comte d'Anjou, premier baron de Lyonnais et de Savoie, baron de Jarcieu, et général français, issu de la famille Mitte.
Il est également connu sous les noms de Melchior Mitte, Melchior Mitte de Miolans, Monsieur de Saint-Chaumont ou bien Marquis de Saint-Chaumond.[réf. nécessaire]

## Biographie

Armes Mitte : d'argent, au sautoir de gueules ; à la bordure de sable, chargée de huit fleurs-de-lys d'or.

### Famille
Melchior Mitte de Chevrières est le fils de Jacques Mitte de Chevrières, comte de Miolans, et de Gabrielle, héritière de la seigneurie de Saint-Chamond.
Il épouse Isabeau de Tournon († 1662), fille de Just-Louis, seigneur de Tournon, le 30 janvier 1610.

### Carrière politique et militaire
Il fut Lieutenant-Général des armées du roi en 1633, Lieutenant-Général du Lyonnais de 1617 à 1619, Lieutenant-Général en Provence en 1632, Ambassadeur à Bruxelles 1631, Ambassadeur extraordinaire en Angleterre 1632 et ministre d'État, sous le roi Louis XIII et Ambassadeur extraordinaire à Rome sous Louis XIV. Il prend part au siège de Saint-Jean-d'Angély en 1621, au siège de Montpellier en 1622, au siège de la Rochelle en 1628 et à celui de Nancy en 1633. Il meurt général des armées du roi et ministre d'État,.
En 1610, Marie de Médicis lui octroie le titre de marquis. Il est fait chevalier de l'Ordre du Saint-Esprit le 31 décembre 1619.

#### Succession de Mantoue
Il fut envoyé comme ambassadeur extraordinaire par Richelieu et Louis XIII afin de s'assurer de la bonne succession de Mantoue en 1627, au bénéfice du Duc de Nevers.

#### Conclave de 1644
Il est envoyé comme ambassadeur à Rome par Mazarin en 1643 pour la succession du pape Urbain VIII. Il ne réussit pas à éviter l'élection du nouveau pape Innocent X.

### Constructions
Il se fait construire un hôtel particulier sur la rue Saint-Denis racheté plus tard pour devenir le couvent des Filles de Saint-Chaumont.
Il termine le couvent des Capucins en 1608, commencé sept ans plus tôt par son père. Il facilite de son appui la construction du monastère des Ursulines en 1616 sur la rive du Janon.
La ville de Saint-Chamond doit aussi à ce bâtisseur l'église Saint-Pierre (1609), la Collégiale (1635), le couvent des Minimes (1623-1633) devenu l'actuel Hôtel de Ville.
Il bâtit aussi son propre Château de Saint-Chamond, qui fut détruit après la Révolution.

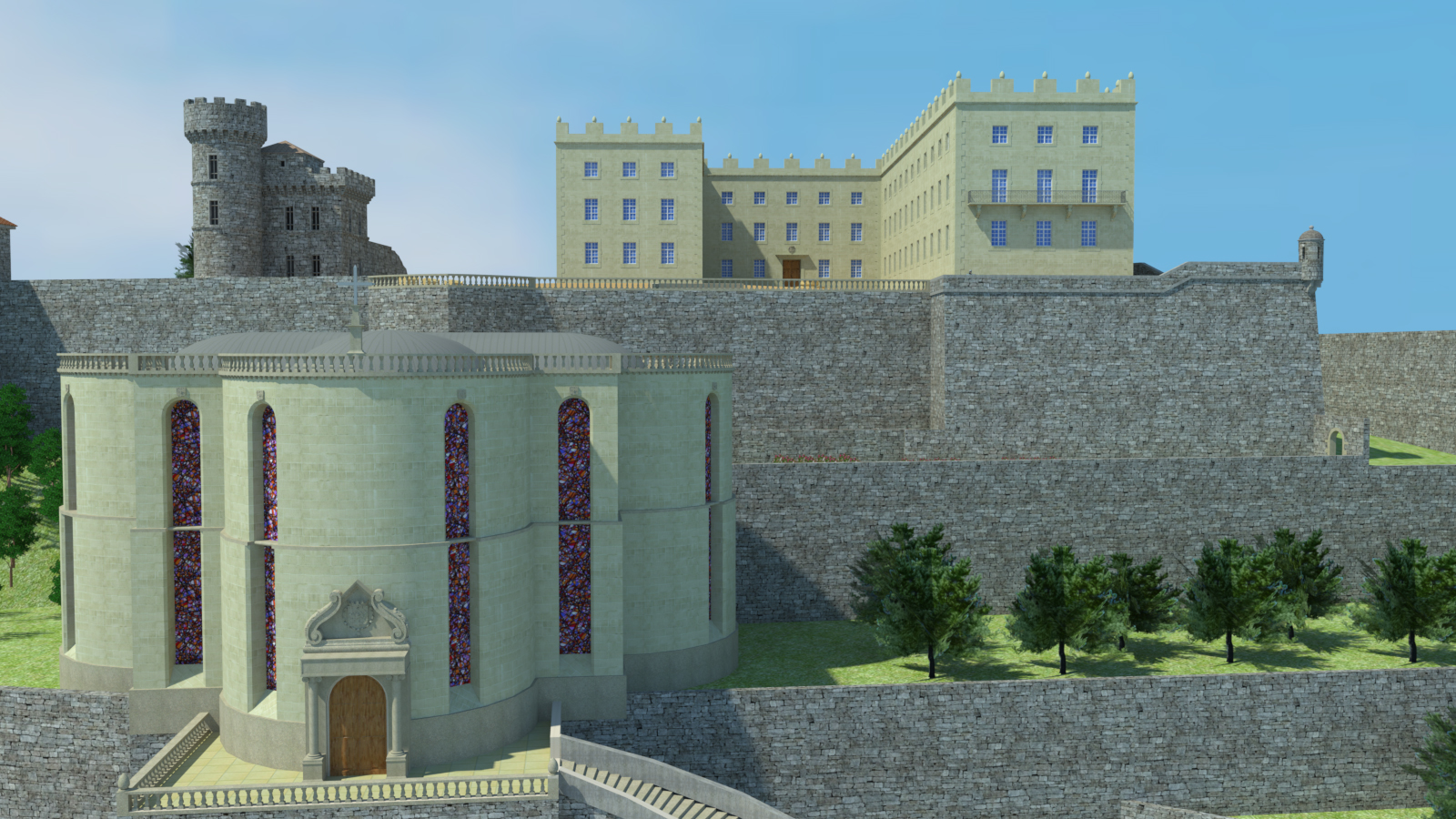
Reconstitution en 3D du Château de Saint-Chamond et de sa Collégiale Saint-Jean-Baptiste en 1644.

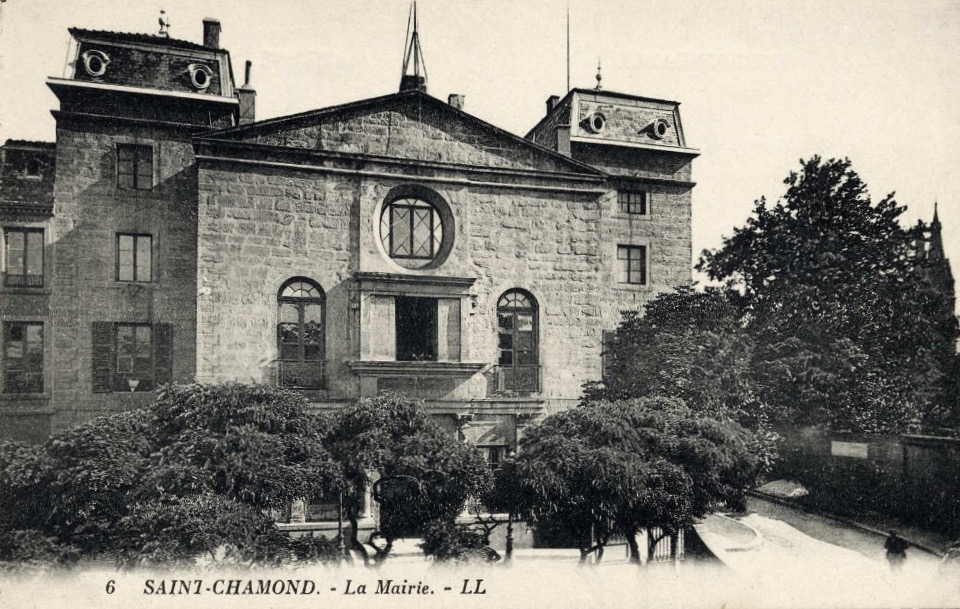
Ancien couvent des Minimes devenu Hôtel de Ville actuellement

## Propriétés
Il fut le propriétaire du château de Septème, du château de la Salle, du château de Saint-Chamond, du château de Grézieu-le-Marché , du château de Jarcieu et du château de Piquecos.

## Héraldique

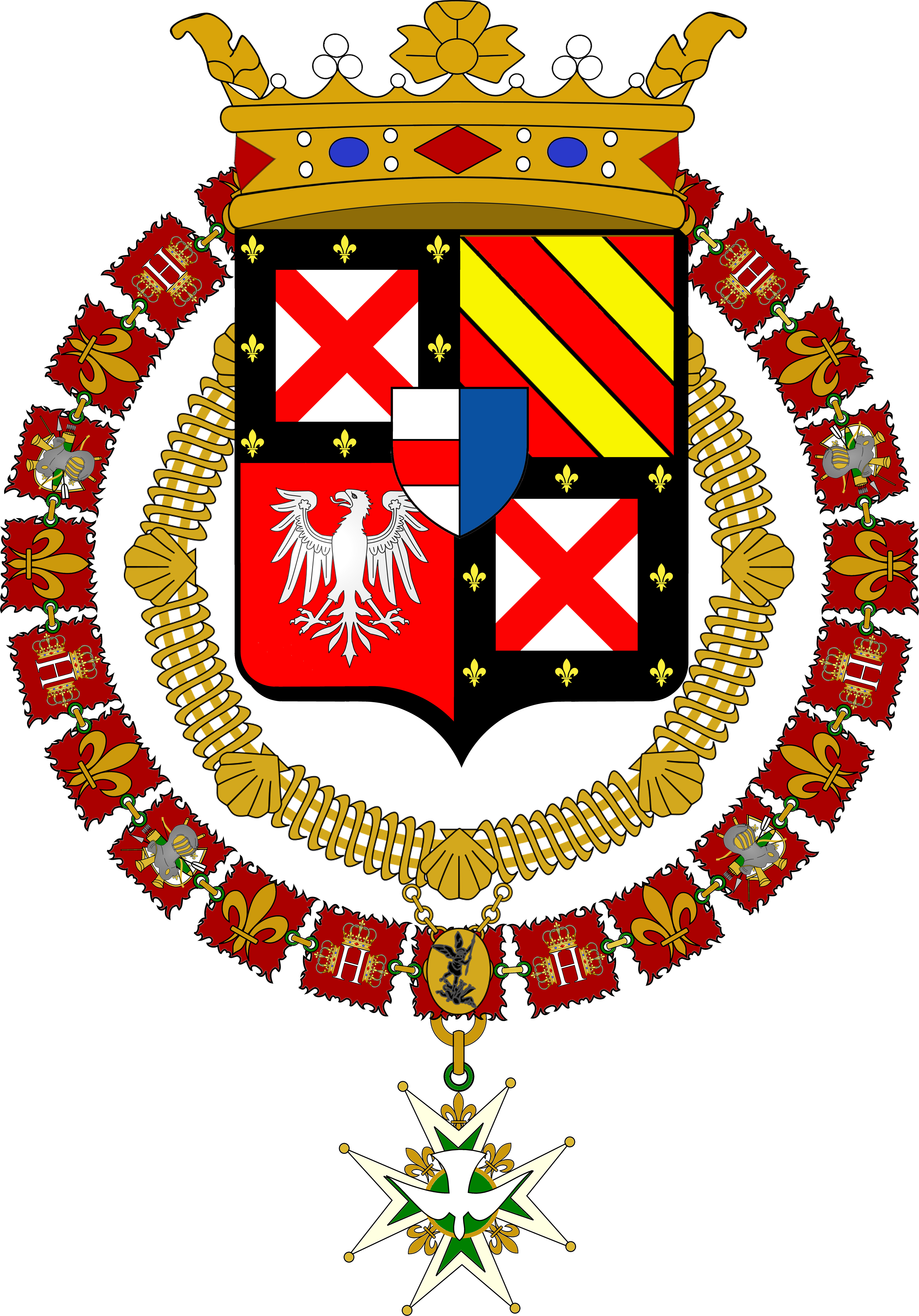
Armes personnelles.

Melchior Mitte de Chevrières porte : Ecartelé au 1 & 4 de Mitte ; au 2 bandé d'argent & de gueules de six pièces, qui est de Miolans; au 3 de gueules, à l'aigle éployé d'argent, qui est de Roussillon ; sur le tout d'argent, à la fasce de gueules, parti d'azur, qui est de Saint-Prieft-Saint-Chamond.